# Gustavsfors (Hagfors)
Gustavsfors is een plaats in de gemeente Hagfors in het landschap Värmland en de provincie Värmlands län in Zweden. De plaats heeft 109 inwoners (2010) en een oppervlakte van 38 hectare. Gustavsfors ligt aan de rivier de Uvån.
Bij de monding van de Uvån in het meer Uppämten lag vroeger een industriegebiedje waar volgens het bessemerprocedé werd gewerkt. Deze bessemerprocedé werd in 1881 verhuisd naar Hagfors. Van de industriële gebouwen zijn tegenwoordig alleen nog ruïnes over.

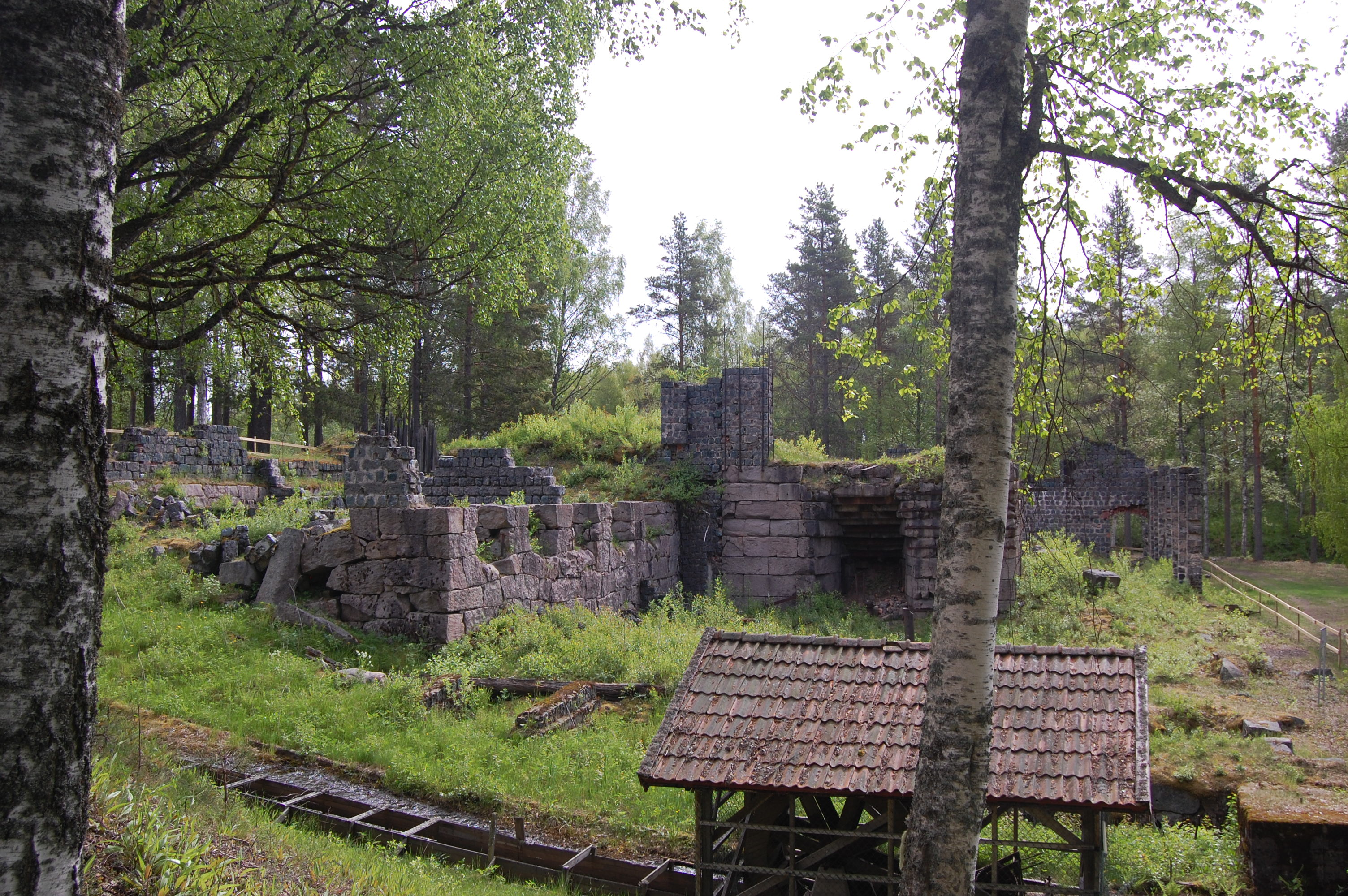
Ruïnes van de oude industriële gebouwen in Gustavsfors.